# Юшко, Евгения Иосифовна
Евгения Иосифовна Юшко (3 февраля 1929, Большие Жуховичи, Новогрудское воеводство — 5 февраля 2013, Большие Жуховичи, Гродненская область) — Герой Социалистического Труда (1966).
С 1949 года полевод, с 1956 звеньевая льноводческого звена колхоза «Победа», с 1979 года кладовщик зернохранилище колхоза имени Железняковича Кореличского района.
Звание Героя присвоено за успехи в увеличении производства и заготовок льна.